# Каборно
Каборно (пол. Kaborno, нім. Kalborn) — село в Польщі, у гміні Пурда Ольштинського повіту Вармінсько-Мазурського воєводства.
Населення — 140 осіб (2011).

## Демографія
Демографічна структура станом на 31 березня 2011 року:
|          | Загалом | Допрацездатний вік | Працездатний вік | Постпрацездатний вік |
| -------- | ------- | ------------------ | ---------------- | -------------------- |
| Чоловіки | 79      | 15                 | 53               | 11                   |
| Жінки    | 61      | 13                 | 34               | 14                   |
| Разом    | 140     | 28                 | 87               | 25                   |